# Первышин, Эрлен Кирикович
Эрлен Кирикович Первышин (25 июля 1932, Рассказово, Центрально-Чернозёмная область — 26 июня 2004, Москва) — советский государственный деятель, министр связи СССР.
Член КПСС с 1959 года.

## Образование
Родился в городе Рассказово Центрально-Чернозёмной области (ныне Тамбовской области) в семье служащего, русский. Окончил Московский электротехнический институт связи (1955) по специальности инженер-электрик телефонной и телеграфной связи. В 1972 году окончил Институт управления народным хозяйством Академии народного хозяйства СССР. Кандидат технических наук (1971). Член КПСС с 1959 года.

## Биография
- 1955—1957 гг. — инженер Томского монтажного участка Новосибирского отделения Проектно-монтажного треста № 5.
- 1957—1959 гг. — начальник Красноярского монтажного участка Новосибирского отделения Проектно-монтажного треста № 5.
- 1959—1961 гг. — заместитель главного инженера Проектно-монтажного треста № 5, Москва.
- 1961—1964 гг. — начальник Московского шефмонтажного управления Проектно-монтажного треста № 5.
- 1964—1965 гг. — заместитель управляющего Проектно-монтажным трестом № 5.
- 1965—1969 гг. — управляющий Всесоюзным Проектно-монтажным трестом Министерства радиопромышленности СССР.
- 1969—1970 гг. — генеральный директор Всесоюзного научно-производственного объединения.
- 1970—1974 гг. — заместитель министра радиопромышленности СССР.
- 1974—1989 гг. — министр промышленности средств связи СССР.
- 1989—1990 гг. — министр связи СССР.
- С января 1991 года — персональный пенсионер союзного значения.
- С июня 1991 по апрель 1992 года — председатель правления Концерна производителей систем и средств телекоммуникаций «Телеком».
- С апреля 1992 года — президент компании «ОРБиТЕЛ», президент Ассоциации компаний «МирТелеКом».
- С апреля 1997 года — президент компании «Эндрюинтернешнл корпорейшн».

Депутат Совета Союза Верховного совета СССР 9 — 11 созывов (1974—1989) от Грузинской ССР. Кандидат в члены ЦК КПСС в 1976—1986 годах, член ЦК КПСС в 1986—1990 гklf[.
Умер 26 июня 2004 года в Москве. Похоронен на Троекуровском кладбище.

## Награды
- 2 ордена Ленина (1970, 1981)
- орден Октябрьской революции (1976)
- орден Трудового Красного Знамени (1966)
- Государственная премия СССР (1978)
- Пятнадцать медалей СССР и других стран.